# Bandera de les illes Fèroe
La bandera de les illes Fèroe, també coneguda com a Merkið que significa "la bandera", consisteix d'una creu nòrdica de color vermell perfilada en blau sobre un drap de color blanc. Les proporcions de la creu nòrdica de la bandera són de 6-1-2-1-6 parts en l'ample de la bandera i de 6-1-2-1-12 parts en el llarg de la bandera.

## Simbolisme
- Blanc: és el color predominant en la bandera i representa la puresa del cel i l'escuma de les ones al trencar contra les costa de les illes.
- Vermell i blau: tots dos colors els trobem en els vestits tradicionals feroesos, així com en les banderes de Noruega i Islàndia.

Els colors específics de la bandera es defineixen en una llei de 1959.
| Esquema | Blanc   | Vermell | Blau    |
| ------- | ------- | ------- | ------- |
| Pantone | Safe    | 032 C   | 300 C   |
| RGB     | #FFFFFF | #EF3340 | #005EB8 |

## Història

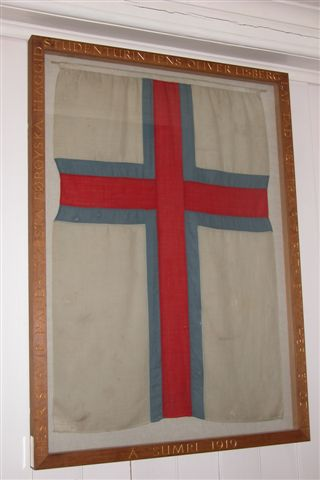
La bandera original s'exhibeix a l'Església de Fámjin.

La Merkið va ser dissenyada el 1919 per Jens Oliver Lisberg i altres estudiants feroesos a Copenhaguen i més tard duta a les illes Fèroe, on va ser hissada el 22 de juny de 1919 a l'Església de Fámjin a Suðuroy.
Després d'una dècada, el seu ús es va popularitzar, però continuà sent extraoficial. En abril de 1940, les tropes alemanyes del Tercer Reich van envair Dinamarca, i l'exèrcit britànic va prendre el control de les illes. Per a distingir els vaixells feroesos dels vaixells de la Dinamarca ocupada, el 25 d'abril de 1940, les autoritats britàniques van aprovar la bandera com ensenya de les Illes Fèroe.
Amb l'accés de les illes a l'autogovern, el 23 de març de 1948, es reconeix oficialment la Merkið com la bandera nacional de les Illes Fèroe, i es declara el 25 d'abril com Dia de la Bandera.

Bandera de la Unió de Kalmar, de la qual formaven part les Fèroe (1397-1523).
Bandera de les illes Fèroe durant el segle xix.
Bandera de Dinamarca, utilitzada abans que la bandera actual.
Bandera oficial des del 1948.